# Tanatchivia chimaera
Tanatchivia chimaera är en tvåvingeart som beskrevs av Hradsky 1983. Tanatchivia chimaera ingår i släktet Tanatchivia och familjen rovflugor.
Artens utbredningsområde är Afghanistan. Inga underarter finns listade i Catalogue of Life.